# Michael Schulz
Michael Schulz (Witten, Alemania Federal, 3 de septiembre de 1961) es un exfutbolista alemán, se desempeñaba como defensa. Con la selección de fútbol de Alemania llegó a jugar una Eurocopa y unos Juegos Olímpicos.

## Clubes
| Club                 | País             | Año       | Partidos | Goles |
| -------------------- | ---------------- | --------- | -------- | ----- |
| VfB Oldenburg        | Alemania Federal | 1984-1987 | 92       | 21    |
| 1. FC Kaiserslautern | Alemania Federal | 1987-1989 | 51       | 3     |
| Borussia Dortmund    | Alemania         | 1989-1994 | 133      | 4     |
| Werder Bremen        | Alemania         | 1994-1997 | 59       | 1     |

- Datos: Q563487
- Multimedia: Michael Schulz (football player, 1961) / Q563487